# Sporidesmium adscendens
Sporidesmium adscendens är en svampart som beskrevs av Berk. 1840. Sporidesmium adscendens ingår i släktet Sporidesmium, ordningen Pleosporales, klassen Dothideomycetes, divisionen sporsäcksvampar och riket svampar.   Inga underarter finns listade i Catalogue of Life.